# Jean Baptiste Cipriani
Jean Baptiste Cipriani, známý také jako Cipriani Franceschi (asi 1773 na Korsice – 27. února 1818 na ostrově Svatá Helena) byl blízký přítel Napoleona během jeho exilu a též jeho tajný agent.

## Životopis
Oficiálně se narodil v obci Guagno na Korsice a zdá se, že byl pokřtěn při narození kolem roku 1773. Jeho biologickým otcem nebo kmotrem by byl člen rodiny Christophea Salicetiho a budoucí člen Konvent. Byl vychován v Napoleonově rodině, kde dělal drobné práce pro Madame Letizii a Lucien ho prý naučil číst. Jisté je, že je v roce 1793 doprovázel při jejich útěku do Marseille.
Stal se agentem ve službách Salicetiho v Itálii a v roce 1806, když byl Joseph Bonaparte neapolským králem, se stal Salicetiho správcem neboli majordomem pod titulem maestro di casa. Během exilu na Svaté Heleně o svém působení hovořil se císařovým lékařem O'Mearem. Tomu podrobně vyprávěl, jak v roce 1808 oklamal Hudsona Loweho, budoucího guvernéra ostrova Svatá Helena, který tehdy velel pevnosti Capri. Dobytí Capri generálem Jeanem Maximilienem Lamarquem v prosinci 1808 bylo ve skutečnosti připraveno díky jeho síti tajných agentů a korsických pašeráků.
Saliceti zemřel 23. prosince 1809 v Neapoli za poněkud záhadných okolností. Neapolané podezřívali Hudsona Loweho, který zase obvinil Marii Karolínu. Krátce po smrti svého ochránce byl Cipriani císařem jmenován do čela sítě se sídlem v Janově. Také tam se věnoval pirátství. Poté se oženil s Adélaïde Charmantovou, se kterou měl dvě děti.
V roce 1814 odjel s císařem na ostrov Elba. Císař mu svěřil několik nákupů v Livornu, které využil příležitosti k provádění špionážních misí. Jednu z nich vedl do Vídně, kde zjistil, že Kongres zvažuje deportaci císaře do dalekých zemí, přičemž se již zmiňuje ostrov Svatá Helena. Podle O'Mearyho tato zpráva nakonec přiměla Napoleona k rozhodnutí vrátit se do Francie.
Během Sta dnů byl oficiálně císařovým komorníkem, ale zdálo se, že pro něj stále plnil tajné úkoly.
Napoleona poté následoval na Svatou Helenu a jako komorník často cestoval po ostrově a jezdil do Jamestownu pro zásoby potravin. Stále tam hrál diskrétní zpravodajskou roli.
Dne 23. února 1818 si lékař O'Meara poznamenal, že si Cipriani stěžoval na zánět střev. Navzdory léčbě, pouštění žilou a koupelím se jeho stav nezlepšil. Dne 26. února si generál Bertrand do svých zápisníků zapsal, že císař pro něj poslal císař, protože Cipriani umírá. Ve 4 hodiny ráno zemřel.